# Szenkaku-szigetek
A Szenkaku-szigetek egy Japán fennhatósága  alatt álló lakatlan szigetcsoport a Csendes-óceán nyugati részén, a Kelet-kínai-tengeren; a Rjúkjú-szigetek része. Nagyjából egyenlő távolságra fekszik a kontinentális Kínától keletre, Tajvantól északkeletre, Okinavától nyugatra és a Rjúkjú-szigetcsoport délnyugati végétől északra.
Miután 1968-ban kiderült, hogy a környező tengerfenék alatt valószínűleg kőolaj található, és 1971-ben az Amerikai Egyesült Államok visszaadta az 1945 óta amerikai fennhatósághoz tartozott szigetek igazgatását Japánnak, Kína és Tajvan is bejelentette igényét a szigetcsoportra. 

## A szigetcsoport tagjai
Öt szigetből és három sziklaszirtből áll. A szigetek a következők:
- Uocuridzsima
- Kuba Dzsima
- Taisó Dzsima
- Kita Kodzsima
- Minami Kodzsima

## Fordítás
- Ez a szócikk részben vagy egészben a Senkaku Islands című angol Wikipédia-szócikk ezen változatának fordításán alapul.  Az eredeti cikk szerkesztőit annak laptörténete sorolja fel. Ez a jelzés csupán a megfogalmazás eredetét és a szerzői jogokat jelzi, nem szolgál a cikkben szereplő információk forrásmegjelöléseként.

- |  | A Wikimédia Commons tartalmaz Szenkaku-szigetek témájú médiaállományokat. |